# Forjães
Forjães ist eine Gemeinde im Norden Portugals.
Forjães gehört zum Kreis Esposende im Distrikt Braga, besitzt eine Fläche von 8,3 km² und hat 2646 Einwohner (Stand 19. April 2021).